# Stigmella erysibodea
Stigmella erysibodea là một loài bướm đêm thuộc họ Nepticulidae. Nó được tìm thấy ở New Zealand.
Chiều dài cánh trước là 3–4 mm.
Ấu trùng có thể ăn Olearia ilicifolia và probably mine the leaves of their host plant.